# پیونگ‌یانگ
پیونگ‌یانگ پایتخت و بزرگترین شهر کره شمالی است که گاهی با عنوان «پایتخت انقلاب» نامیده می‌شود.  پیونگ‌یانگ بر روی دهانه رود ته‌دونگ در حدود ۱۰۹ کیلومتری (۶۸ مایل) دریای زرد واقع شده است. طبق سرشماری سال ۲۰۰۸، جمعیت آن ۳٬۲۵۵٬۲۸۸ نفر است. پیونگ‌یانگ شهری تابع مستقیم دولت است و وضعیتی برابر با سایر استان‌های کره شمالی دارد.

## مترو
متروی پیونگ‌یانگ در سال ۱۹۷۳ تأسیس شده و هم‌اکنون دارای ۲ خط و ۱۶ ایستگاه می‌باشد.

## جغرافیا
این شهر در کنار رودخانه ته‌دونگ قرار گرفته و جمعیت آن ۳٫۸ میلیون (در سال ۲۰۰۳) گزارش شده‌است. هرچند جمعیت این شهر به‌طور رسمی اعلام نشده‌است.

## تاریخ
پیونگ یانگ در سال ۴۲۷ میلادی توسط امپراتور جانگسو به عنوان پایتخت امپراتوری گوگوریو انتخاب شد و تا ۶۶۸ میلادی دوام داشت.

### ماقبل تاریخ
در سال ۱۹۵۵، باستان شناسان شواهدی از خانه های ماقبل تاریخ را در یک روستای باستانی بزرگ در منطقه پیونگ یانگ، به نام کومتان-نی، که قدمت آن به دوره های سفال جولمون و مومون می رسد، کاوش کردند. طبق تاریخ نگاری های کره‌ای که از قرن سیزدهم سامگوک یوسا آغاز می‌شود، کره شمالی پیونگ یانگ را با شهر اساطیری "اسدال" یا وانگگئوم-سونگ، پایتخت هزاره دوم پیش از میلاد گوجوسون ("چوسون قدیمی") مرتبط می دانند.
مورخان این ادعا را انکار می کنند زیرا آثار تاریخ نگاری چینی قبلی مانند شیجی، به یک «چوسون» بسیار دیرتر اشاره کرده اند. بنابراین ممکن است کره شمالی به دلیل استفاده از تبلیغات، ارتباط بین این دو را اعلام کرده باشد.

### دوره تاریخی
پیونگ یانگ در سال ۱۱۲۲ قبل از میلاد در محل پایتخت پادشاه افسانه‌ای دانگون تاسیس شد. وانگ‌گئوم-سئونگ، که در محل پیونگ یانگ بود، از سال ۱۹۴ تا ۱۰۸ قبل از میلاد پایتخت گوجوسون شد. در فتح گوجوسون توسط هان در ۱۰۸ قبل از میلاد سقوط کرد. امپراتور وو هان دستور داد چهار فرماندهی تشکیل شود که فرماندهی للانگ در مرکز قرار داشت و پایتخت آن به نام "جوزون" (朝鮮縣، 조선현) در محل پیونگ یانگ تأسیس شد. به نظر می رسد چندین یافته باستان شناسی از اواخر دوره هان شرقی (۲۰-۲۲۰ پس از میلاد) در منطقه پیونگ یانگ نشان می‌دهد که نیروهای هان بعداً حملات کوتاهی را در اطراف این بخش ها انجام دادند.
در اوایل دوره سه پادشاهی کره، منطقه اطراف شهر نانگلانگ نامیده می شد. به عنوان پایتخت نانگلانگ (낙랑국؛ 樂浪國)، پیونگ یانگ پس از نابودی فرماندهی للانگ توسط گوگوریو در حال گسترش در سال ۳۱۳، یک پایگاه مهم تجاری و فرهنگی باقی ماند.
گوگوریو پایتخت خود را در سال ۴۲۷ به آنجا منتقل کرد. به گفته کریستوفر بکویث، پیونگ یانگ خوانش چینی-کره‌ای نامی است که آنها به زبان خود به آن داده اند: پیارنا، یا "سرزمین همسطح".
در سال ۶۶۸، پیونگ یانگ پایتخت حفاظت عمومی برای آرام کردن شرق شد که توسط سلسله تانگ چین تأسیس شد. با این حال، تا سال ۶۷۶ توسط پادشاهی شیلا تصرف شد، اما در مرز بین سیلا و بالهائه رها شد. پیونگ یانگ در دوره سیلای بعدی رها شد، تا اینکه توسط وانگ گئون بازیابی شد و به عنوان پایتخت غربی گوریو تعیین شد. در دوره چوسان، مرکز استان پیونگان شد.
در طول جنگ ایمجین، پیونگ یانگ به تصرف ژاپنی ها درآمد و دیوار شهر را نگه داشت تا اینکه در محاصره پیونگ یانگ شکست خورد. بعداً در قرن هفدهم، به طور موقت در طول تهاجم چینگ به چوسان اشغال شد تا زمانی که ترتیبات صلح بین کره و چین چینگ انجام شد. در حالی که تهاجمات کره‌ای ها را نسبت به خارجی ها مشکوک کرد، نفوذ مسیحیت پس از گشودن کشور به روی خارجی ها در قرن شانزدهم شروع به رشد کرد. پیونگ یانگ به پایگاه گسترش مسیحیت در کره تبدیل شد. تا سال ۱۸۸۰ بیش از ۱۰۰ کلیسا و مبلغان پروتستان بیش از هر شهر آسیایی دیگر داشت، و «اورشلیم شرق» نامیده می شد.
در سال ۱۸۹۰، این شهر ۴۰۰۰۰ نفر سکنه داشت. این مکان نبرد پیونگ یانگ در طول نخستین جنگ چین و ژاپن بود که منجر به تخریب و خالی شدن بیشتر شهر شد. این شهر مرکز استانی استان پیونگان جنوبی بود که از سال ۱۸۹۶ شروع شد. در دوران استعمار ژاپن بر کره، ژاپن تلاش کرد تا شهر را به عنوان یک مرکز صنعتی توسعه دهد، اما با جنبش اول مارس در سال ۱۹۱۹ و جنبش شدید ضد سوسیالیستی ژاپنی در دهه ۱۹۲۰ به دلیل استثمار اقتصادی مواجه شد. به ژاپنی هیجو (با همان حروف چینی 平壤 اما به عنوان へいじょう) نامیده می شد.
در ژوئیه ۱۹۳۱، شهر شورش‌های ضد چینی را در نتیجه حادثه وانپائوشان و گزارش‌های رسانه‌ای پر شور در مورد آن که در روزنامه‌های امپراتوری ژاپن و کره منتشر شد، تجربه کرد. تا سال ۱۹۳۸، پیونگ یانگ ۲۳۵۰۰۰ نفر جمعیت داشت.

### پس از سال ۱۹۴۵
در ۲۵ اوت ۱۹۴۵، ارتش ۲۵ شوروی وارد پیونگ یانگ شد و این شهر پایتخت موقت کمیته موقت خلق کره شمالی شد. یک کمیته مردمی قبلاً در آنجا تأسیس شده بود که توسط ناسیونالیست مسیحی کهنه کار چو من سیک رهبری می شد. پیونگ یانگ پس از تأسیس در سال ۱۹۴۸ به پایتخت واقعی کره شمالی تبدیل شد. در آن زمان، دولت پیونگ یانگ قصد داشت پایتخت رسمی کره، سئول را بازپس گیرد. پیونگ یانگ مجدداً در جنگ کره به شدت آسیب دید، که طی آن از ۱۹ اکتبر تا ۶ دسامبر ۱۹۵۰ برای مدت کوتاهی توسط نیروهای کره جنوبی اشغال شد. این شهر شاهد تخلیه بسیاری از پناهجویان با پیشروی نیروهای چینی به سمت جنوب به سمت پیونگ یانگ بود. نیروهای سازمان ملل بر تخلیه پناهجویان به هنگام عقب نشینی از پیونگ یانگ در دسامبر ۱۹۵۰ نظارت داشتند. در سال ۱۹۵۲، این هدف بزرگترین حمله هوایی کل جنگ بود که شامل ۱۴۰۰ هواپیمای سازمان ملل شد.
از قبل در طول جنگ، برنامه هایی برای بازسازی شهر انجام شد. در ۲۷ ژوئیه ۱۹۵۳ - روز امضای آتش بس بین کره شمالی و کره جنوبی - پیونگ یانگ ریویو نوشت: "در حالی که خیابان ها در آتش بودند، نمایشگاهی که طرح کلی بازسازی پیونگ یانگ را نشان می داد در تئاتر زیرزمینی مورانبونگ برگزار شد". پناهگاه حمله هوایی دولت تحت مورانبونگ. "در راه پیروزی... آتش بازی که در آسمان شب پایتخت در یک سلام تفنگ جاری شد، نقشه ساخت و ساز شهر را که به زودی با ظاهری جدید به زودی برخواهد خاست را روشن کرد". پس از جنگ، شهر به سرعت با کمک اتحاد جماهیر شوروی بازسازی شد و ساختمان های بسیاری به سبک معماری استالینیستی ساخته شد. طرح های شهر مدرن پیونگ یانگ ابتدا برای تماشای عموم در یک ساختمان تئاتر به نمایش گذاشته شد. کیم جونگ هی، یکی از اعضای موسس اتحاد معماران کره، که معماری را در ژاپن قبل از جنگ خوانده بود، از سوی کیم ایل سونگ برای طراحی طرح جامع شهر منصوب شد. موسسه معماری مسکو "طرح جامع بازسازی و ساخت شهر پیونگ یانگ" را در سال ۱۹۵۱ طراحی کرد و به طور رسمی در سال ۱۹۵۳ به تصویب رسید. تبدیل به شهری مدرن و تبلیغاتی با معماری سبک استالین با چیدمان به سبک کره‌ای (و سایر مدرنیست ها) معماری که گفته می شد بسیار تحت تأثیر معمار برزیلی اسکار نیمایر بوده است آغاز شد. قانون اساسی ۱۹۷۲ رسماً پیونگ یانگ را پایتخت اعلام کرد.
مراسم تشییع جنازه کیم ایل سونگ در سال ۱۹۹۴ در پیونگ یانگ برگزار شد. سپس در ۱۹ ژوئیه، هنگامی که جسد او با یک ماشین نعش کش در خیابان ها حرکت کرد، در حالی که مردم هنگام تماشای مراسم تشییع جنازه فریاد می زدند، در ۱۹ ژوئیه به پایان رسید.
در سال ۲۰۰۱، مقامات کره شمالی یک برنامه نوسازی طولانی مدت را آغاز کردند. وزارت انکشاف ساختمانی پایتخت در آن سال در کابینه گنجانده شد. در سال ۲۰۰۶، برادر همسر کیم جونگ ایل، جانگ سونگ تائک، مسئولیت این وزارت را بر عهده گرفت.
در طول حکومت کیم جونگ اون تعدادی پروژه مسکونی ساخته شد. در سال ۲۰۱۳ و ۲۰۱۴ پروژه های مسکونی اختصاص داده شده به دانشمندان در خیابان دانشمندان یونها و خیابان دانشمندان ویسونگ تکمیل شد در حالی که در سال ۲۰۱۵ کار بر روی یک پروژه مسکونی در خیابان دانشمندان میرائه انجام شد. در سال ۲۰۱۷، به مناسبت تولد ۱۰۵ سالگی بنیانگذار و اولین رهبر، کیم ایل سونگ، ۳۰۰۰ واحد در مجتمع جدید خیابان ریومیونگ ساخته شد. دهه دوم دهه ۲۰۰۰ شاهد ساخت پروژه‌های مسکونی در خیابان ساسالیم در نزدیکی شرکت آبجوسازی تائه دونگ گانگ در منطقه سادونگ (۲۰۲۱)، در تائه پیونگ، و در منطقه مسکونی پلکانی پوتونگ ریورساید واقع در مرکز شهر در کنار رودخانه پوتونگ در زمین بود. قبلاً توسط مقر فدراسیون بین المللی تکواندو استفاده می شد. کیم جونگ اون دستور داد که منطقه مسکونی به "کیونگریو-دونگ" به معنی "تراس مهره های زیبا" تغییر نام دهد. از دهه ۵۰ تا ۷۰ این منطقه محل سکونت کیم ایل سونگ بود و به عنوان "عمارت شماره ۵" شناخته می شد. دیگر پروژه های ساختمان عمومی اخیر عبارتند از تئاتر مردمی مانسودائه که در سال ۲۰۱۲ افتتاح شد، پارک آبی مونسو در سال ۲۰۱۳ افتتاح شد، و فرودگاه بین‌المللی سونان بازسازی شده و توسعه یافته و مجتمع علمی فناوری پیونگ یانگ، که هر دو در سال ۲۰۱۵ تکمیل شدند، تئاتر ارکستر سامجیونگ که از سیرک گنبدی ارتش خلق کره ساخته شده در سال ۱۹۶۴ و بیمارستان عمومی پیونگ یانگ که ساخت آن در سال ۲۰۲۰ آغاز شد. نه ۱ تخریب شد. بلوک‌های آپارتمانی در منطقه اینهونگ-دونگ، در منطقه مورانبونگ-گویوک و در منطقه سینون-دونگ در پوتونگانگ-گویوک در سال‌های ۲۰۱۸-۲۰۱۹ برای ساخت ساختمان‌های آپارتمانی جدید تخریب شدند. همچنین در سال ۲۰۱۸ تئاتر فضای باز پارک جوانان در خیابان سونگری که میزبان تجمعات سیاسی بود، بازسازی شد. در ۲۰۲۱-۲۰۲۲ یک پروژه بزرگ مسکن در امتداد خیابان هواسونگ در منطقه هواسونگ-گویوک در شمال پیونگ یانگ با ساختمان های بلند اجرا شد.
در سال ۲۰۲۳ فاز دوم ساخت مسکن در هواسونگ-گویوک در قلمرو سابق موسسه علوم سبزیجات پیونگ یانگ راه اندازی شد. علاوه بر این، مجموعه‌ای از مزرعه گلخانه‌ای و مسکن در قلمرو سابق فرودگاه کانگ‌دونگ آغاز شد که در سال ۲۰۱۹ تخریب شد.
پیونگ یانگ، همراه با سئول، برای میزبانی بازی‌های المپیک تابستانی ۲۰۳۲ تلاش کرد، اما نتوانست در لیست نامزدهای مشترک شهر قرار گیرد.

## نگارخانه

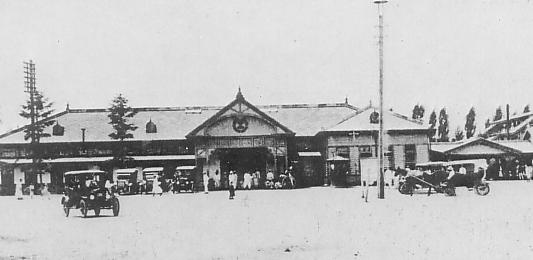
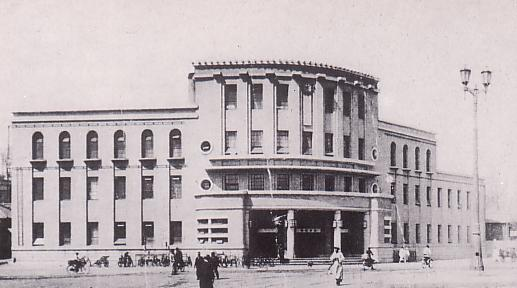
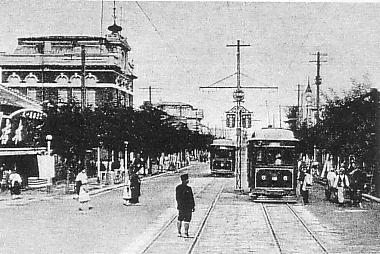
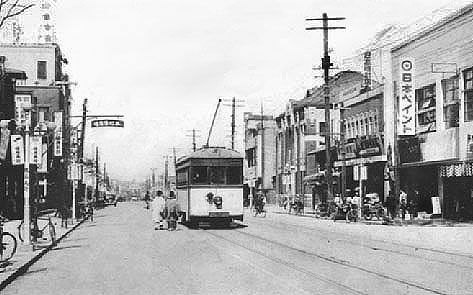
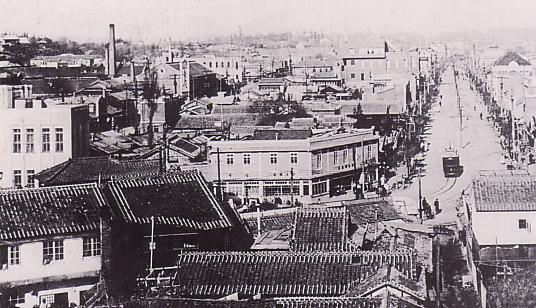
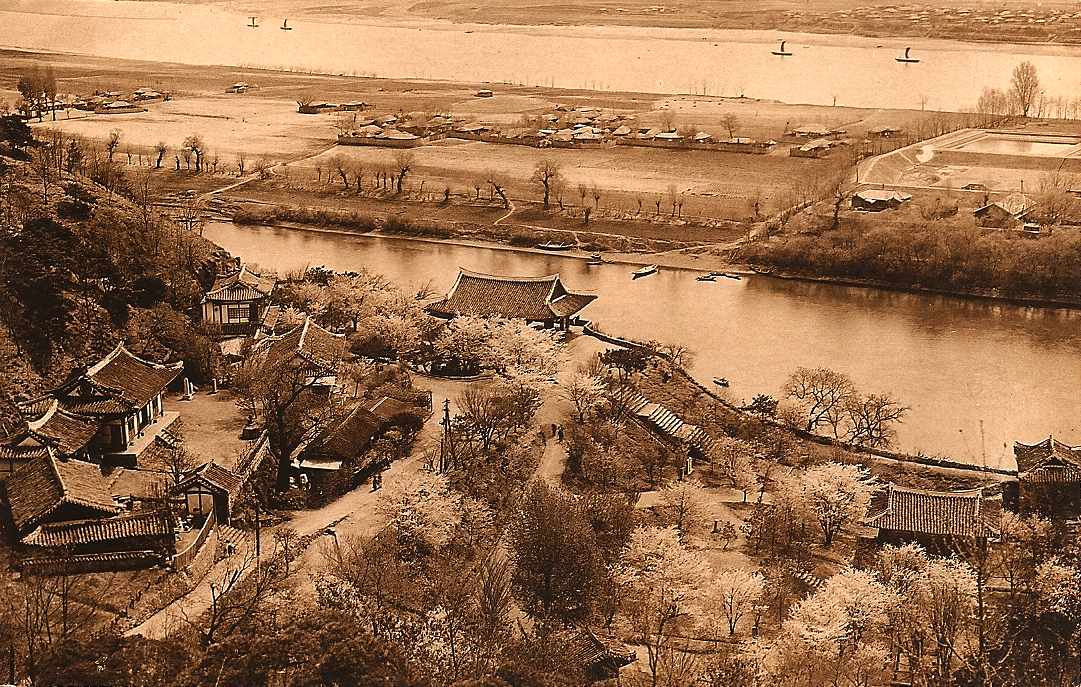
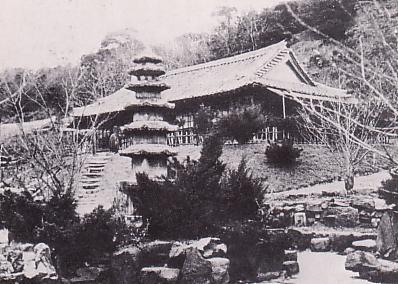
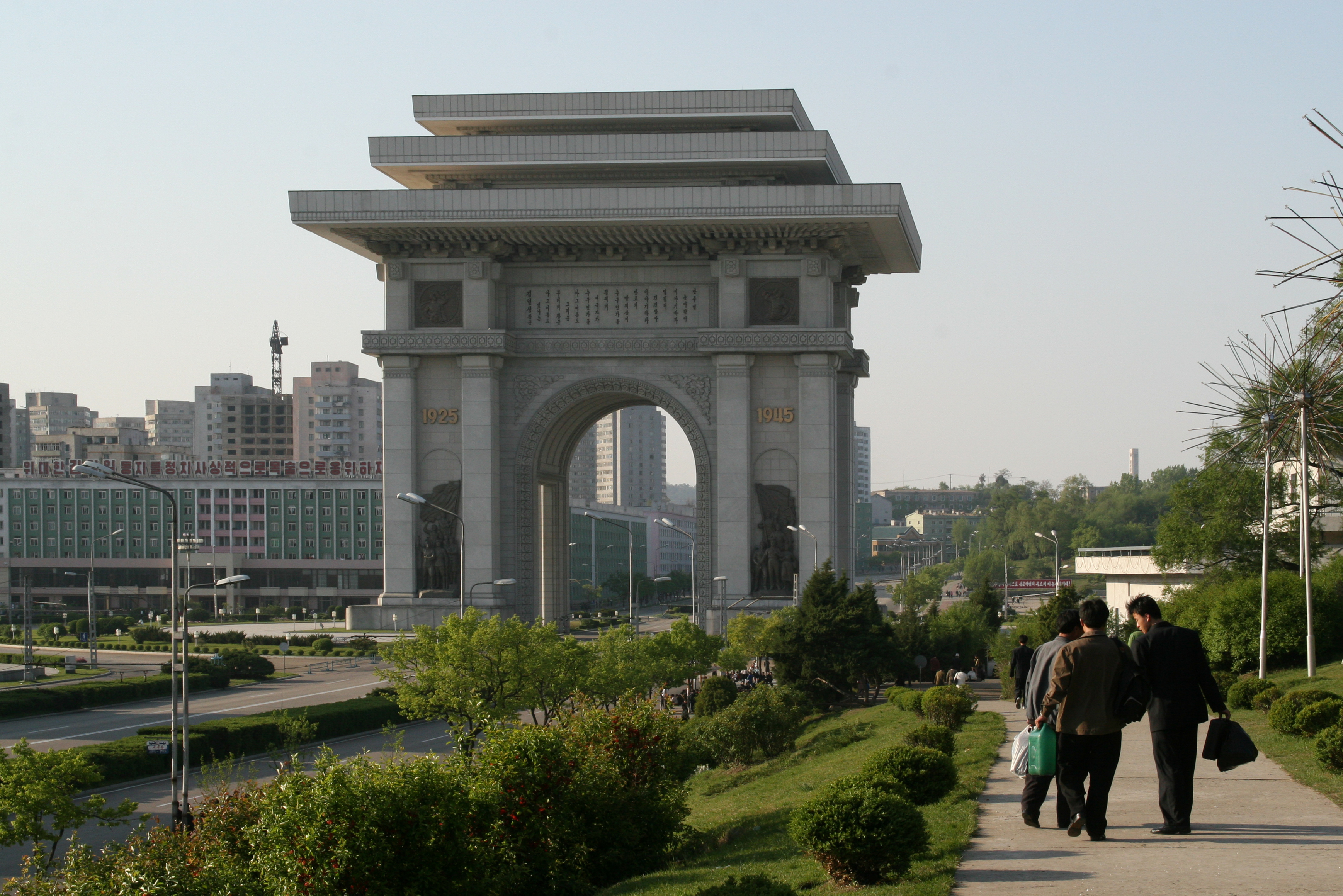
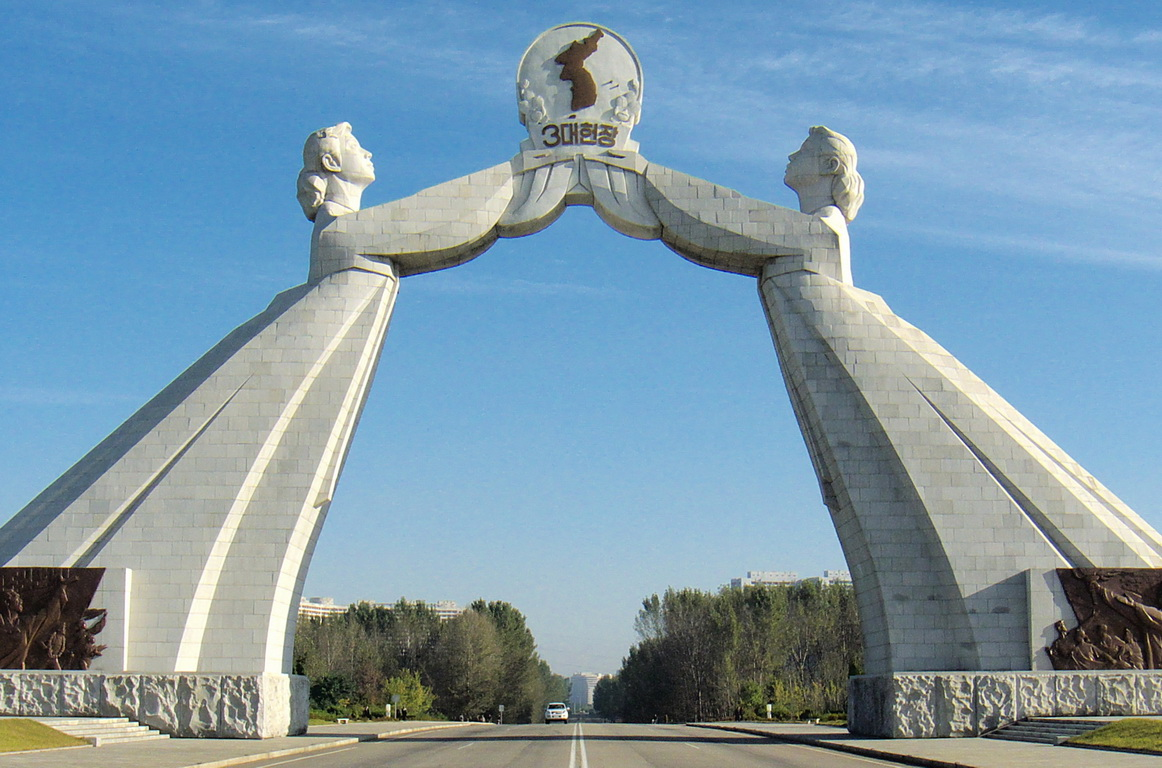
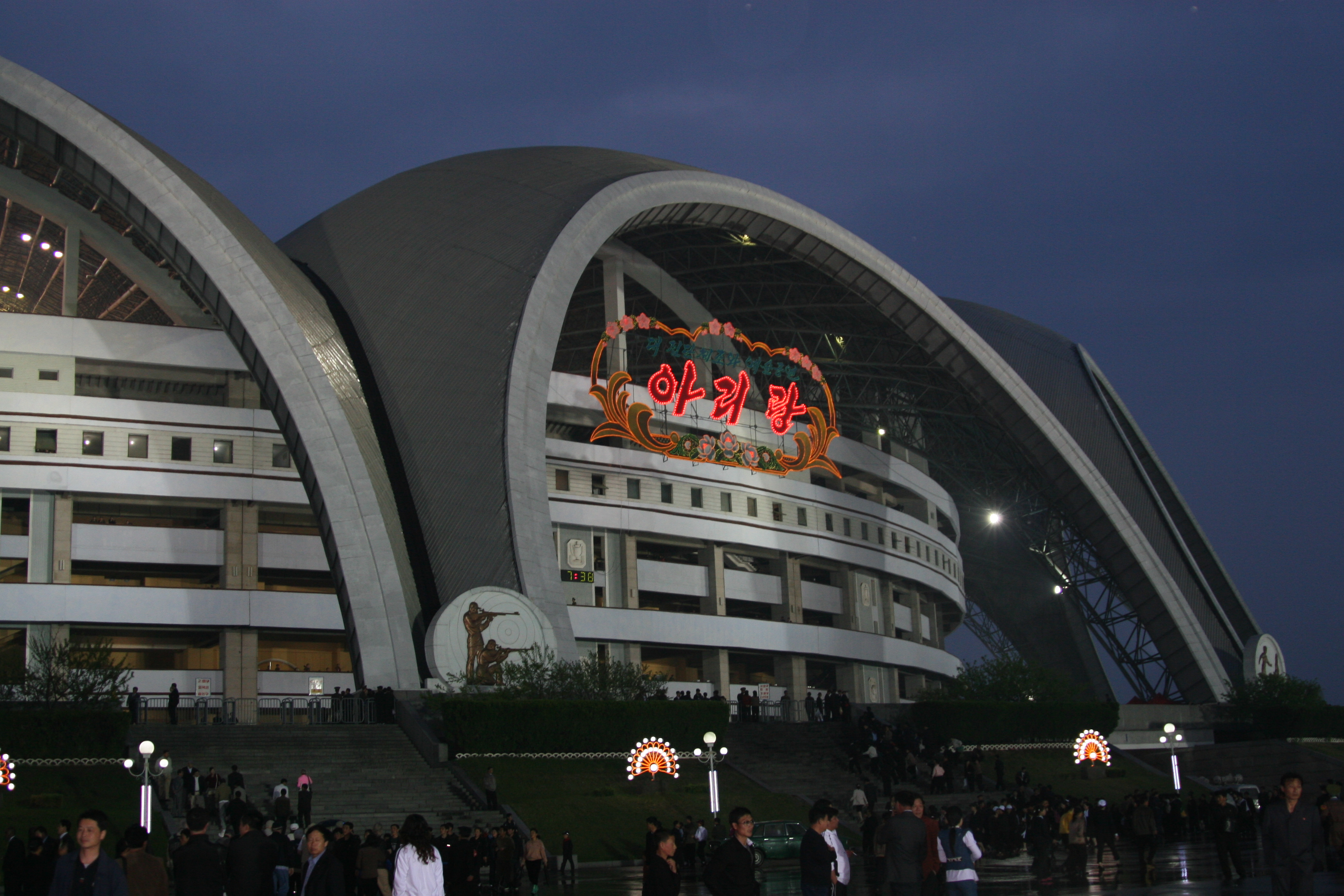
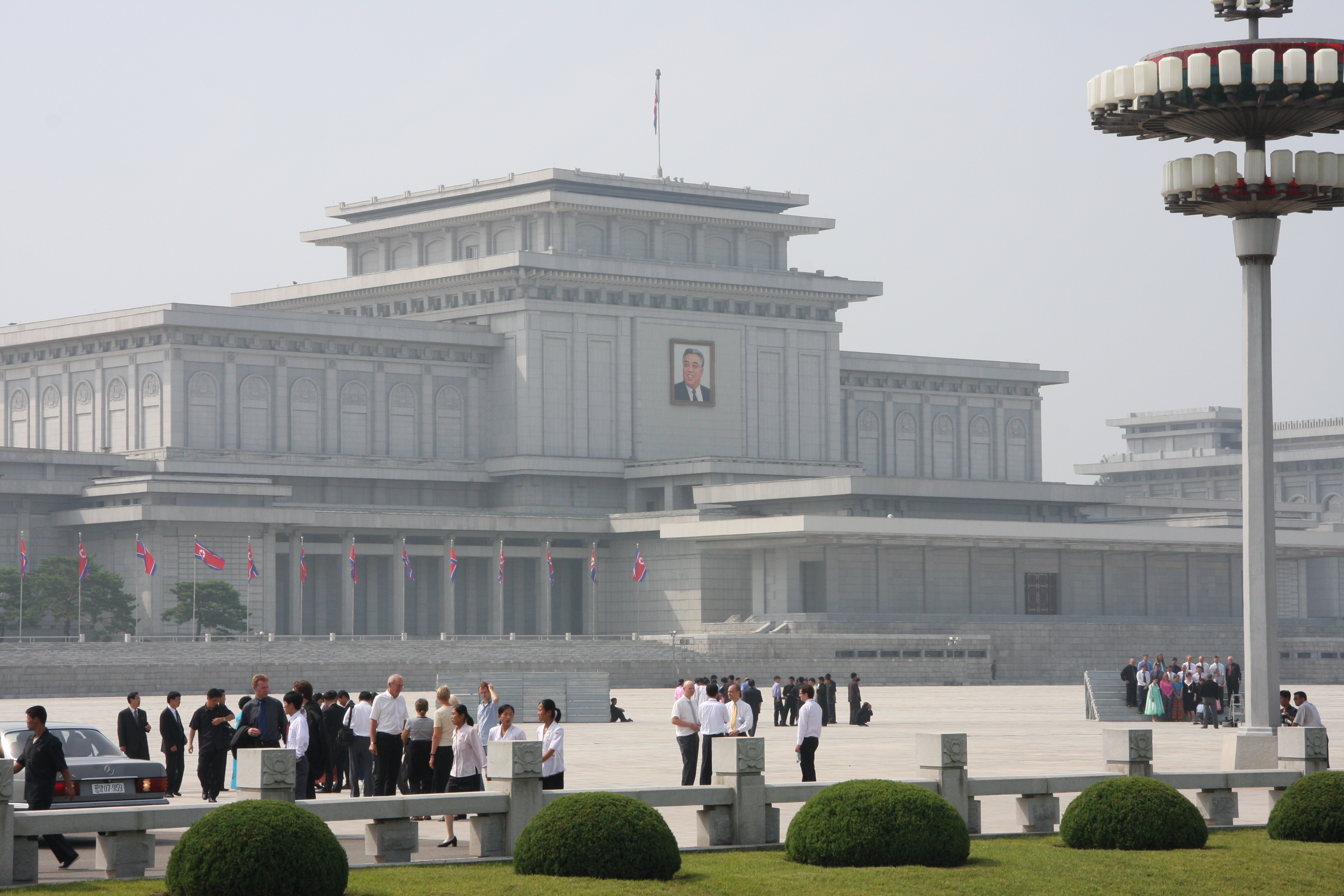
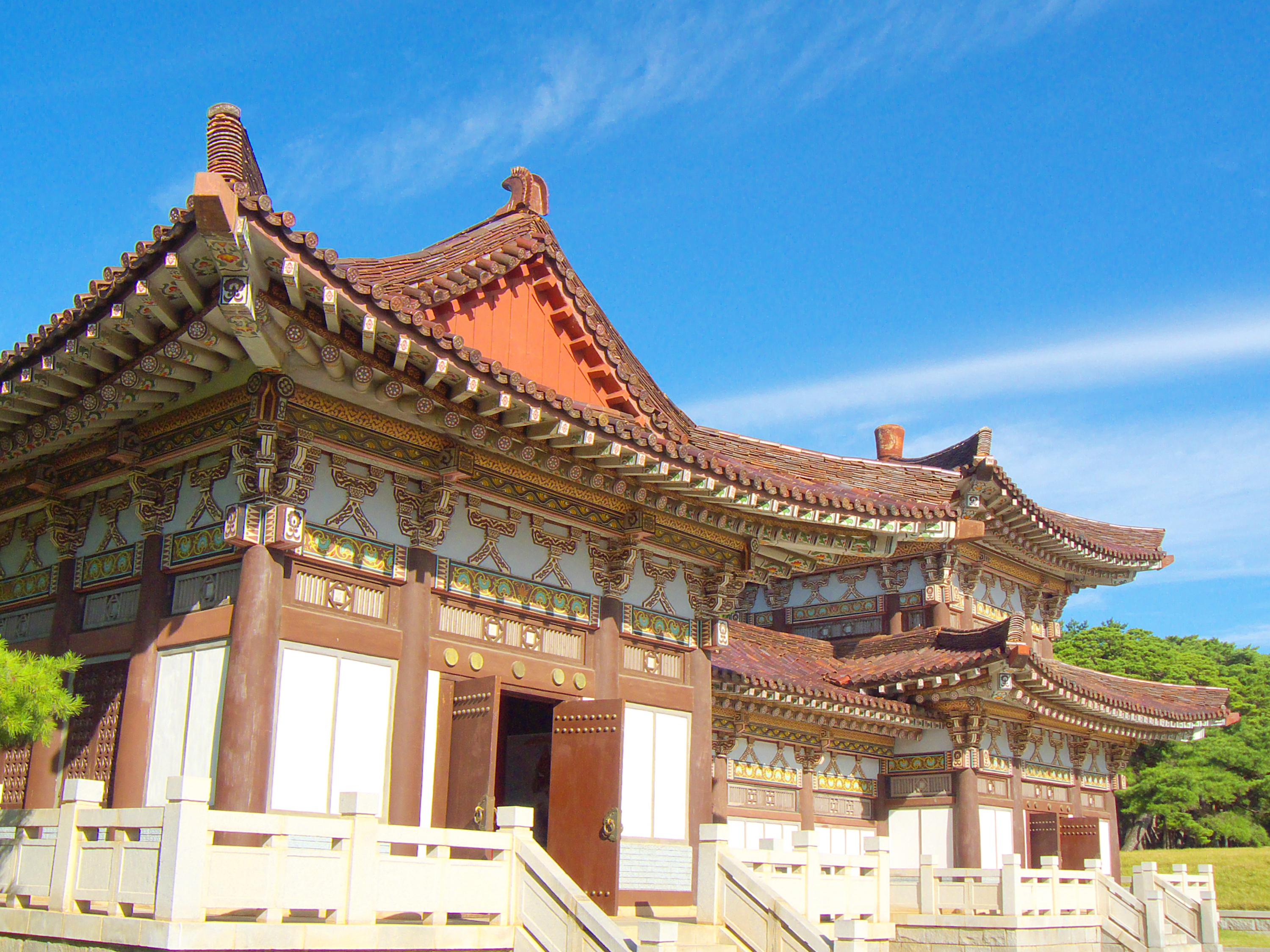
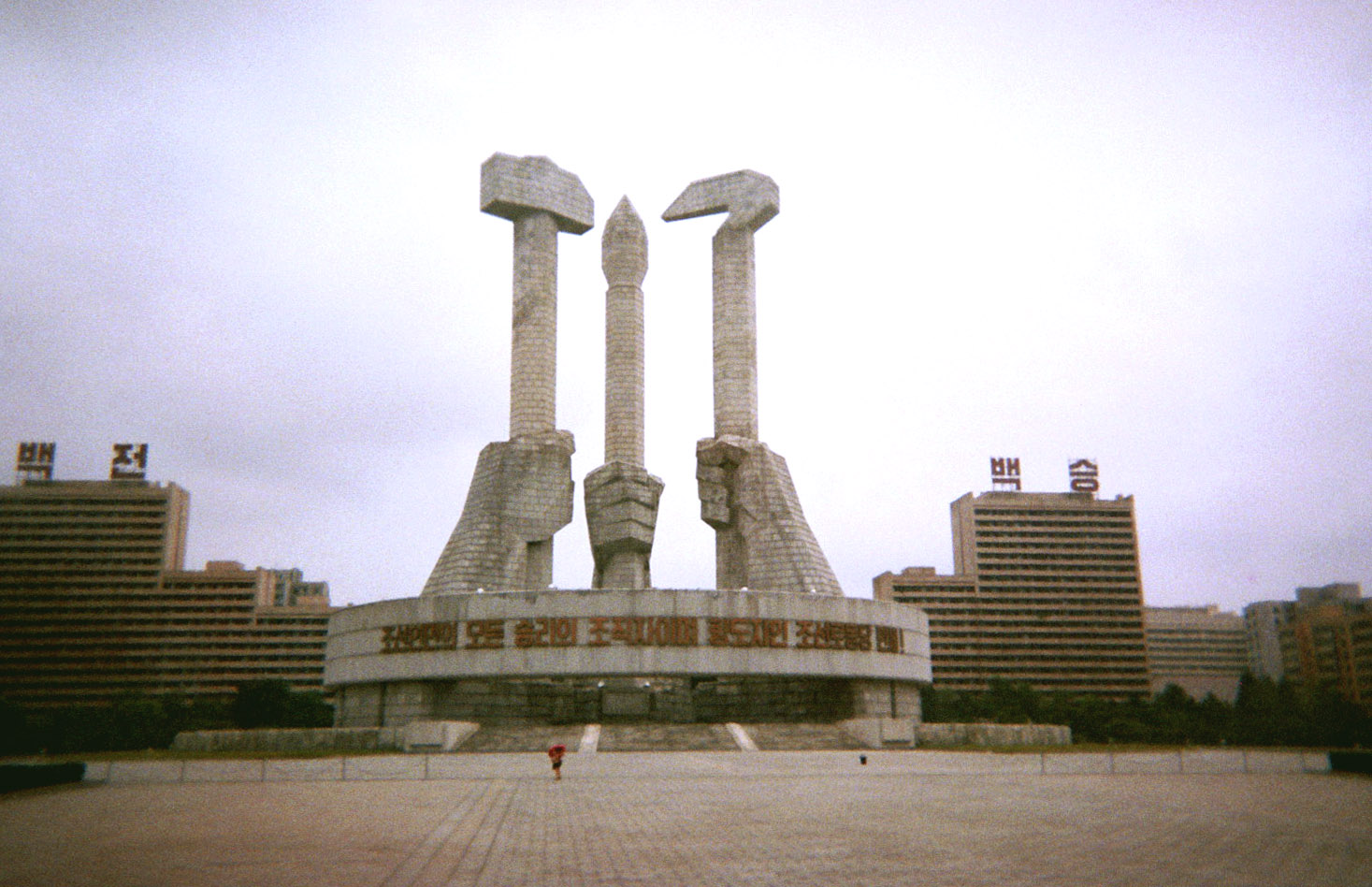
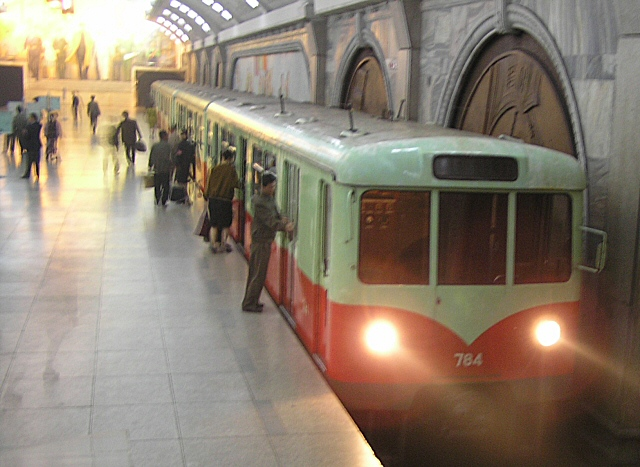
متروی پیونگ‌یانگ